# Кёпеник (дворец)
Дворец Кёпеник (нем. Schloss Köpenick) — дворец в центре одноимённого берлинского района.
Дворец находится на острове на реке Даме недалеко от места впадения её в Шпрее в непосредственной близости от ратуши Кёпеника. Остров Кёпеник связан с берегом мостом.
Остров Кёпеник был заселён с древних времён и вместе с Шпандау и Кёльном является одним из самых ранних поселений на территории современного Берлина. Позднее славяне возвели здесь крепостные стены, а в VIII и IX веках появилась славянская крепость.
После того, как в середине XVI века было снесёно старое здание, в 1558 году курфюрст Иоахим II Гектор возвёл здесь охотничий замок в стиле Ренессанс. После смерти Иоахима во дворце во время Тридцатилетней войны проживал король Густав II Адольф.
В 1677 году под руководством голландского архитектора из Нимвегена Рутгера ван Лангервельта началась реконструкция дворца для курфюрста Фридриха III Бранденбургского, ставшего впоследствии королём Пруссии Фридрихом I. Северный павильон появился в 1679—1682 годах. Преемник Лангервельта Иоганн Арнольд Неринг в 1684 году построил хозяйственный флигель и дворцовую церковь. Фридрих проживал позднее во дворце со своей супругой Елизаветой Генриеттой Гессен-Кассельской.
В 1994 году начались масштабные реставрационные работы. После реставрации дворец открылся 27 мая 2004 года в качестве филиала берлинского Музея художественных ремёсел, входящего в состав Государственных музеев Берлина (Фонд прусского культурного наследия). Основное здание музея находится на Культурфоруме на Потсдамской площади.